# Bauforschung
Mit Bauforschung bezeichnet man die wissenschaftliche und analytische Beschäftigung mit Bauwerken. Dabei gibt es zwei Bereiche, die mit diesem Begriff bezeichnet werden und die sich mit ihren Methoden und Zielen voneinander unterscheiden: Die Allgemeine Bauforschung und die Historische Bauforschung. Unter Allgemeiner Bauforschung versteht man die wissenschaftlich-technische, funktional-analytische oder rational-bauwirtschaftliche Auseinandersetzung mit Wohnungen oder Gebäuden und deren Planung, Nutzungsbedingungen im Einzelnen oder im baulichen, räumlichen oder städtebaulichen Kontext. Die Historische oder auch Archäologische Bauforschung beschäftigt sich mit der Geschichte eines Gebäudes als einer vorwiegend technischen und konstruktiven, oder auch kunsthistorischen Baugeschichte.

## Allgemeine Bauforschung

### Begriff
Die Allgemeine Bauforschung dient dem Zweck der baulichen Verbesserung der Wohn- und Lebensverhältnisse durch Rationalisierung der Bauabläufe, Einführung und Erprobung neuer Bauarten und -methoden, Einführung und Erprobung neuer und innovativer Baustoffe und deren Anwendungsmöglichkeiten. Sie wird gemeinhin nur als „Bauforschung“ bezeichnet.

### Inhalt und Geschichte
Die Allgemeine Bauforschung hat im Wesentlichen die Senkung der Baukosten und die Rationalisierung im Wohnungsbau, seit einiger Zeit auch unter Berücksichtigung des ökologisch orientierten und energiesparenden Bauens und des gesunden Wohnens als Schwerpunktausrichtung.
Der Beginn der wissenschaftlichen Bauforschung in Deutschland war die Gründung der Arbeitsgemeinschaft für wirtschaftliches Bauen im Jahr 1920, aus der sich die Deutsche Akademie für Bauforschung entwickeln sollte, die nach dem Krieg nur kurz, bis zur Neuorientierung der Bauforschung durch den Länderbeschluss noch einmal aktiv wurde. Parallel entstand auf Initiative der Reichstagsabgeordneten Marie-Elisabeth Lüders die 1927 errichtete Reichsforschungsgesellschaft für Wirtschaftlichkeit im Bau- und Wohnungswesen e. V., die allerdings in der Wirtschaftskrise 1931 aufgelöst und in die Stiftung zur Förderung von Bauforschungen umgewandelt wurde. 1942 entstand schließlich noch aus der Deutschen Gesellschaft für Wohnungswesen (vormals Deutscher Verein für Wohnungsreform) die beim Reichswohnungskommissar angesiedelte Deutsche Akademie für Wohnungswesen, die zwischen 1941 und 1945 ebenfalls umfangreiche Tätigkeiten auf dem Gebiet der Bauforschung entfaltete. Alle Institutionen gemeinsam bildeten die Grundlage für die Nachkriegsentwicklung.
1949 gilt als das Jahr des Beginns und der Neuausrichtung der Bauforschung nach dem Zweiten Weltkrieg in Deutschland. In der Bundesrepublik Deutschland wurden im Jahr 1949 von der Bauministerkonferenz der deutschen Länder drei Institute als Bauforschungseinrichtungen der Bundesrepublik Deutschland anerkannt. Dies waren die Arbeitsgemeinschaft für zeitgemäßes Bauen e. V. in Kiel, das Institut für Bauforschung in Hannover und die Forschungsgemeinschaft Bauen und Wohnen in Stuttgart. Alle drei Institute wurden im Jahr 1950 vom Bundesminister für Wohnungsbau als Vertreter der besonderen Bauforschungsinstitutionen in den dauerhaften Beirat für Bauforschung beim Bundesminister für Wohnungsbau berufen.
Die beiden erstgenannten Institute arbeiten noch immer auf dem Gebiet der wissenschaftlichen und angewandten Bauforschung. Seit den 1980er Jahren sind zahlreiche weitere Einrichtungen der Bauforschung hinzugekommen. Eine der wichtigsten Einrichtungen für die Bauforschung ist das Fraunhofer-Informationszentrum Raum und Bau. Für spezielle Aspekte der Bauforschung, zum Beispiel energieeffizientes Bauen, haben sich Einrichtungen wie das Institut Wohnen und Umwelt IWU in Darmstadt oder vergleichbare halbstaatliche oder private Institute gegründet.
Bauforschung wird in Deutschland gefördert. Die Bauforschungsförderung erfolgt auf der Grundlage des Gesetzes zur Reform des Wohnungsbaurechts (§ 43 WoFG). Hierfür wurde die Arbeitsgemeinschaft für Bauforschung (AGB) gegründet. Die Arbeitsgemeinschaft für Bauforschung ist ein freiwilliger Zusammenschluss von Förderinstitutionen der Bauforschung. Sie will einen Überblick über die Forschungsvorhaben im Bauwesen In Deutschland verschaffen und eine gegenseitige Unterrichtung und Abstimmung der Mitglieder ermöglichen. Die Arbeitsgemeinschaft nutzt die Fachinformationsdienste des Fraunhofer-Informationszentrum Raum und Bau (IRB) ebenso wie die eigene Darstellung von Bauforschungsergebnissen im Internet wie auch in eigenen Mitteilungsblättern. Eine Geschäftsstelle wurde beim Bundesamt für Bauwesen und Raumordnung (BBR) eingerichtet.
In der Schweiz werden die Forschungspartner der Bauforschung unter dem Dach der schweizerischen Bauwirtschaft versammelt: bauenschweiz. Dabei handelt es sich um die Förderstellen für Bauforschung und um die Forschungsinstitute an Hoch- und Fachhochschulen die für die Bauforschung relevant sind, unter anderem die Eidgenössische Materialprüfungs- und Forschungsanstalt EMPA, die ETH Zürich, Plattform Zukunft Bau oder EPF Lausanne.
In Österreich ist die Bauforschung, ähnlich wie in Deutschland mit der Wohnbauförderung verknüpft. Es existiert bei der Bundesregierung ein Beirat für die Allgemeine Bauforschung und das technische Versuchswesen. Eine weitere zentrale Rolle spielt dabei die Forschungsgesellschaft für Wohnen, Bauen und Planen in Wien. Die Forschungsgesellschaft für den Wohnungsbau wurde im Jahr 1956 als eine Fachgruppe des Österreichischen Ingenieur- und Architektenvereins gegründet und ist seit 1969 als Forschungsgesellschaft ein selbständiger Verein. Die Forschungsschwerpunkte waren und sind die Qualitätsverbesserung des Wohnens, bautechnische Forschungen, die Vereinheitlichung des Baurechts, die Stadt- und Dorferneuerung und die Wohnbauförderung. Bauforschung spielte vor allem in den 1970er und 80er Jahren in Österreich eine wichtige Rolle. Im Zeitraum von 1968 bis zum März 1987 förderte das Österreichische Bundesministerium für Bauten und Technik aus Mitteln der Wohnbauforschung insgesamt 685 Forschungsarbeiten der Bauforschung mit knapp 1,1 Milliarden Schilling. Durch die Dezentralisierung und Verteilung der Aufgaben des Wohnungsbaus auf die Bundesländer hat sich die Bauforschungs-Landschaft ebenfalls in die Region verteilt.

### Bereiche
Die Bauforschung beschäftigt sich dabei mit den Fragen der
- Bauwirtschaft
- Rationalisierung im Bauwesen, der Bauabläufe und Baukonstruktionen
- Bautechnik
- Bauphysik
- Tragwerksplanung
- Baukonstruktion
- Entwurfsplanung

und allen Fragen der
- Funktionalität und Nutzungs- und Randbedingungen.

Soziologische und Städtebauliche Fragen gehören ebenfalls zum Kanon der klassischen Bauforschung wie die Realisierung, Begleitung und Auswertung von Versuchs- und Vergleichsbauten.
In der Ausübung der Bauforschung wird meist zwischen theoretischer und praktischer Bauforschung unterschieden. Komplexe Forschungsthemen sind dabei in der Regel beiden Feldern zuzuordnen.

### Zweck, Aufgabe und Nutzen
Ziel der Allgemeinen Bauforschung ist die
- Optimierung von technischen Möglichkeiten
- Verbesserung und Fortentwicklung von Konstruktionen
- Entwicklung und Begleitung von Innovationen im Bauwesen
- Verbesserung und Rationalisierung von Bauabläufen
- Vermeidung von Bauschäden und Baumängeln
- Verbesserung der Nutzungsbedingungen (insbesondere im Wohnungsbau) von Gebäuden
- Erarbeitung von Hilfsmitteln-, -methoden oder Systemen für die Planung oder Beurteilung von Gebäuden oder Siedlungszusammenhängen
- Erforschung, Begleitung und Beratung der baulichen, sozialen und organisatorischen Aspekte zukunftsfähiger Wohnformen: Wohnberatung

Die Anforderungen an energiesparendes und energieeffizientes, nachhaltiges und ökologisches Bauen sollen dabei definiert und fortentwickelt werden. Gleichzeitig sind die Aspekte der Barrierefreiheit, des nutzerspezifischen, zum Beispiel altengerechten oder generationenverbindenden Bauens und Wohnens im Rahmen der wissenschaftlichen und angewandten Bauforschung zu berücksichtigen.
Die Bauforschung ist obligatorischer Begleiter von Förderprogrammen, zum Beispiel im Sozialen Wohnungsbau oder im Experimentellen Wohnungs- und Städtebau zur Optimierung von Förderprozessen, Evaluation von Ergebnissen und Vorbereitung, Begleitung und Auswertung von Pilot- und Demonstrativbauvorhaben (seit 1949 bis heute).
Die Bauforschung ist zwingend bei der Vorbereitung und Durchführung von Gesetzes-, Verordnungs- oder Normenverfahren und bei der Auswertung von deren Ergebnissen einzuschalten.

## Historische Bauforschung
Zu den Begründern der historischen Bauforschung gehören unter anderem Wilhelm Dörpfeld und Robert Koldewey. Sie befasst sich mit der konstruktiven oder kunst- und architekturhistorischen Baugeschichte von einzelnen Bauwerken, in größerem Maßstab auch mit städtebaulichen Ensembles. Neben der archivalischen Arbeit stehen häufig technische Mittel im Vordergrund, die eingesetzt werden zum Zweck der Dokumentation und im weiteren Verlauf mit dem Ziel ihrer auf nachprüfbaren Fakten gegründeten Interpretation. Je nach geplantem Genauigkeitsgrad strebt sie die möglichst lückenlose Erkenntnis der Baugeschichte an. Diese umfasst die ursprüngliche Her- und Fertigstellung, Um- und Anbauten, Verfall, Wiederaufbauten, Reparaturen, Sanierungen und die Nutzungsgeschichte.
Die Historische Bauforschung wird in der Klassischen Archäologie, Architektur- und Kunstgeschichte und Denkmalpflege betrieben; die Methoden der Dokumentation und Auswertung entstammen der Archäologie: Da in der Archäologie die Befunde mit dem Grabungsfortschritt vernichtet werden, entwickelte man hier penible Methoden, so viele Informationen wie möglich gleichzeitig zu dokumentieren und zu interpretieren. Gert Mader hat wesentlich dazu beigetragen, diese Techniken in der Denkmalpflege fachspezifisch angewendet einzuführen. Die Koldewey-Gesellschaft versteht sich als Berufsverband der in diesem Feld tätigen Akademiker.

### Begriff
In den historischen Wissenschaften Denkmalpflege, Archäologie und Kunst- und Architekturgeschichte spricht man in der Regel schlicht nur von Bauforschung, gemeint ist aber nur die „historische Bauforschung“. Bei der Erforschung der Ständerbauweise, zum Beispiel im Fachhallenhaus, redet man von Gefügeforschung.

### Prozess
Die historische Bauforschung geht bei der genauen und wissenschaftlichen Erfassung insbesondere technischer Aspekte eines historischen Gegenstandes oder Bauwerks schrittweise vor.
Die Erforschung eines Bauwerks beginnt entweder mit Archiv- und Quellenrecherche oder (auch zeitgleich) mit einer Baubegehung, die die allgemeine Situation erfasst und das Ziel der Untersuchung festlegt. Am Anfang der technischen Arbeiten steht dann meist eine Bauaufnahme, also ein Aufmaß und die Erstellung einer maßstabsgerechten, meist sogar verformungsgenauen Zeichnung. Die Photogrammetrie ermöglicht darüber hinaus, Aufrisse zu erstellen. Aufmaß und Photogrammetrie unterscheiden sich darin, dass das Zeichnen des Aufrisses vor Ort die darzustellenden Fakten auswählt und durch die Zeichnung interpretiert, während die Photogrammetrie ein technisches Abbildverfahren darstellt, das sich vor allem durch maßstabsgerechte Entzerrung auszeichnet.
In einem Raumbuch werden die Bauteile des Bauwerks erfasst, nach Räumen sortiert. Durch Zeichnungen, Fotos und Notizen wird das Bauwerk möglichst detailliert dokumentiert. Innerhalb der Räume werden Materialien und Zustand von Wänden, Decken und Böden festgehalten, schließlich einzelne Bauelemente und Befundstellen. Wichtig ist die systematische Gliederung, die die Dokumentation in der geforderten Genauigkeit ermöglicht.
Ein wichtiger Schritt ist das Quellenstudium in Archiven. Die originalen Architektur- und Bauzeichnungen können – soweit vorhanden – Aufschluss über den Urzustand nach Fertigstellung geben. Alte Dokumente aller Art helfen dem Bauforscher, die Geschichte des Bauwerks zusammenzusetzen.
Zudem stehen dem Bauforscher noch weitere Methoden zur genaueren Erforschung zur Verfügung:
- Altersbestimmung durch naturwissenschaftliche Verfahren, wie z. B. Dendrochronologie, C14-Methode, Thermolumineszenzdatierung.
- Schichtanalyse der Oberfläche und des Mauerwerks zum Erkennen des ursprünglichen Bestands. Untersuchung der Schichtenfolge zur Ermittlung von Stratigrafi und Malabfolge durch Erstellung eines Befundfensters, auch Fassungsfenster, Suchtreppe, Freilegungstreppe oder Querschliff genannt.[6]
- Chemische Analysen zum Erkennen denkmalverträglicher Methoden der Restaurierung
- Realienkunde / Materialgeschichte (Materialarten, Formate…) zum Eingrenzen des Zeitraums der Baustufen
- Architekturgeschichte – Vergleiche mit anderen Bauten

Nach dem Sammeln aller relevanten Fakten werden sie dokumentiert. Aufgrund der erforschten Fakten soll die Geschichte des Bauwerks rekonstruiert werden. Dazu ist oft eine Interpretation der Funde erforderlich.

### Nutzen
Nachdem ein Bauwerk erforscht wurde, können die Erkenntnisse vielfältig genutzt werden.
- Einschätzung, welche Teile von historischer Bedeutung sind, und schließlich:
- Einschätzung des historischen Wertes eines Bauwerks
- Erkennen der konservatorischen Probleme und der Gestalt des Bauwerks als Grundlage die für anstehende Sanierungsmaßnahmen, so:
- Präzise statische Kenntnis der historischen Konstruktion, um die substanzschädigende Neuberechnung nach heutigen Standards zu vermeiden, sowie:
- Möglichkeit, gravierende bautechnische Fehler bei der Modernisierung durch detaillierte Kenntnis des Gebäudes zu vermeiden
- Erhaltung des Wissens für die Nachwelt durch Dokumentation
- Vielfältige Erkenntnisse für die Architekturgeschichte

## Bauforscher
Der Begriff „Bauforscher“ bezeichnet eine Person, die sich professionell und unter Kenntnis anerkannter Methoden mit klassischer oder historischer Bauforschung beschäftigt. Bauforscher sind in der Regel Architekten, Stadtplaner, Soziologen, Bauphysiker, Kunsthistoriker und beratende Ingenieure.
Bauforscher erlernen ihren Beruf über vertiefende Studiengänge oder in der Praxis. Einige Hochschulen bieten Vertiefungsrichtungen oder Aufbaustudiengänge für die historische Bauforschung an.
Die Koldewey-Gesellschaft ist eine deutsche Fachgesellschaft für Ausgrabungswissenschaft und Bauforschung.

### Zur Allgemeinen Bauforschung
- Kurzberichte aus der Bauforschung. Hrsg.: Fraunhofer-Informationszentrum Raum und Bau IRB, Stuttgart (erscheint zweimonatlich) ISSN 0177-3550; Fraunhofer IRB Verlag.
- Publikationen des Instituts für Bauforschung im Katalog der Deutschen Nationalbibliothek
- Publikationen der Arbeitsgemeinschaft für zeitgemäßes Bauen e. V. im Katalog der Deutschen Nationalbibliothek
- Publikationen der Forschungsgesellschaft für Wohnen, Bauen und Planen im Katalog der Deutschen Nationalbibliothek
- Selk, Dieter (Hrsg.): 50 Jahre Arbeitsgemeinschaft für Zeitgemäßes Bauen e. V. Kiel: ein Rückblick, 1946–1996, Kiel 1996.
- Mitteilungen des Instituts für Bauforschung e. V. Hannover, ab 1949.
- Triebel, Wolfgang: Die Mittel und Wege der Bauforschung. In: Bundesbaublatt, September 1955, 4. Jahrgang Heft 9, S. 418–419.

### Zur Historischen Bauforschung
- Einführende Handbücher:
  - Michael Petzet, Gert Mader: Praktische Denkmalpflege. Stuttgart, Berlin und Köln 1993 (Dort insbesondere der zweite Teil von Gert Mader).
  - Georg Ulrich Großmann: Einführung in die historische Bauforschung. (zugl. Habilitationsschrift Hannover 1992/94), Wissenschaftliche Buchgesellschaft, Darmstadt 1993, ISBN 3-534-20772-6.
  - Uta Hassler (Hrsg.): Bauforschung. Zur Rekonstruktion des Wissens. Zürich 2010, ISBN 978-3-7281-3341-0.
- Antike:
  - Gottfried Gruben: Klassische Bauforschung. Hirmer, München 2007, ISBN 978-3-7774-3085-0.
  - Alexander von Kienlin: Eine Disziplin im Umbruch: Die klassische Bauforschung und das Ideal noninvasiver Feldarchäologie, in: Tagungsband der Koldewey-Gesellschaft 2015, S. 36–44
- Mittelalter:
  - Stadt Regensburg (Hrsg.): Das Deggingerhaus in Regensburg. München 1994.
  - Jascha Philipp Braun: Auf den Spuren des Mittelalters: Die Burg Gödersheim im Fokus der Bauforschung, in: LVR-Amt für Denkmalpflege im Rheinland (Hrsg.): Jahrbuch der Rheinischen Denkmalpflege Band 46, Petersberg 2018, S. 215–227.
- Moderne:
  - Norbert Huse (Hrsg.): Mendelsohn. Der Einsteinturm. Die Geschichte einer Instandsetzung. Stuttgart 2000.